# Сена-де-Луна
Сена-де-Луна (ісп. Sena de Luna) — муніципалітет в Іспанії, у складі автономної спільноти Кастилія-і-Леон, у провінції Леон. Населення — 397 осіб (2010).
Муніципалітет розташований на відстані близько 340 км на північний захід від Мадрида, 47 км на північний захід від Леона.
На території муніципалітету розташовані такі населені пункти: (дані про населення за 2010 рік)
- Абельгас-де-Луна: 101 особа
- Аралья-де-Луна: 44 особи
- Кальдас-де-Луна: 65 осіб
- Побладура-де-Луна: 13 осіб
- Рабаналь-де-Луна: 24 особи
- Робледо-де-Кальдас: 84 особи
- Сена-де-Луна: 34 особи
- Ла-Вега-де-Робледо: 32 особи

## Демографія
Динаміка населення (INE ):